# 1772 w polityce

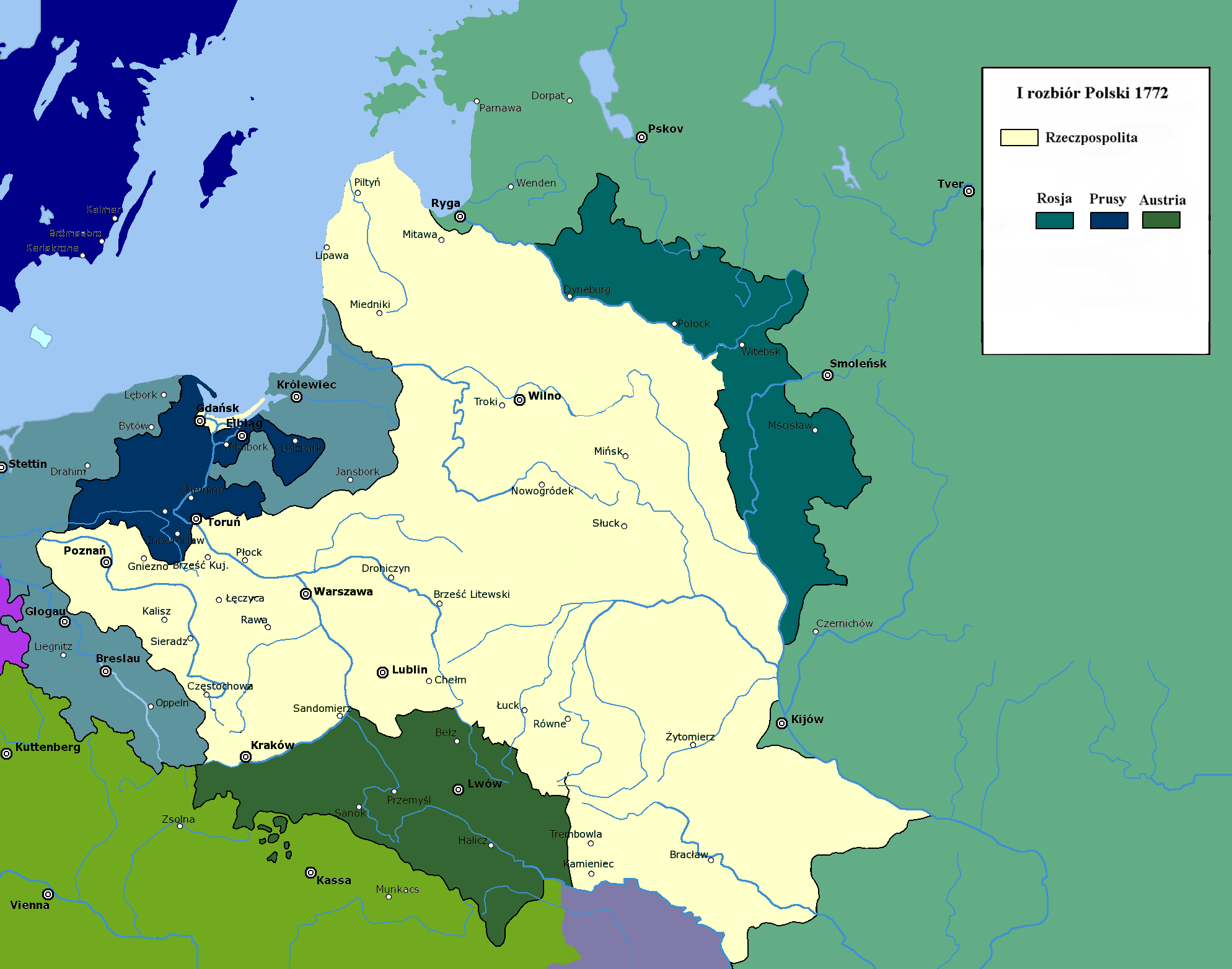
I rozbiór Polski

Wydarzenia polityczne w 1772 roku.

## Wydarzenia
- I rozbiór Polski. Prusy anektują Warmię i Pomorze (ok. 36 tys. km kw.), Rosja zabiera Inflanty polskie i północno-wschodnie województwa (ok. 92 tys. km kw.), a Austria tereny przygraniczne na południu (ok. 83 tys. km. kw.)[1].

## Urodzili się
- 24 sierpnia Wilhelm I, król Niderlandów[2].